# Boschetto della Cascina Campagna
Boschetto della Cascina Campagna este o arie protejată (arie specială de conservare — SAC, sit de importanță comunitară — SCI) din Italia întinsă pe o suprafață de 5,33 ha, integral pe uscat.

## Localizare
Centrul sitului Boschetto della Cascina Campagna este situat la coordonatele 45°27′57″N 9°52′52″E / 45.4657°N 9.8811°E.

## Înființare
Situl Boschetto della Cascina Campagna a fost declarat sit de importanță comunitară în iunie 1995 pentru a proteja 9 specii de animale. Situl a fost protejat și ca arie specială de conservare în iulie 2016.

## Biodiversitate
Situată în ecoregiunea continentală, aria protejată conține 1 habitat natural: Păduri ilirice de stejar și carpen (Erythronio-Carpinion).
La baza desemnării sitului se află mai multe specii protejate:
- păsări (3): pescăruș albastru (Alcedo atthis), ciocănitoare pestriță mare (Dendrocopos major), sfrâncioc roșiatic (Lanius collurio)
- amfibieni (1): Rana latastei
- pești (5): Barbus plebejus, Chondrostoma soetta, Protochondrostoma genei, Rutilus pigus, Telestes muticellus

Pe lângă speciile protejate, pe teritoriul sitului au mai fost identificate 10 specii de plante, 1 specie de reptile.